# Sun Yirang

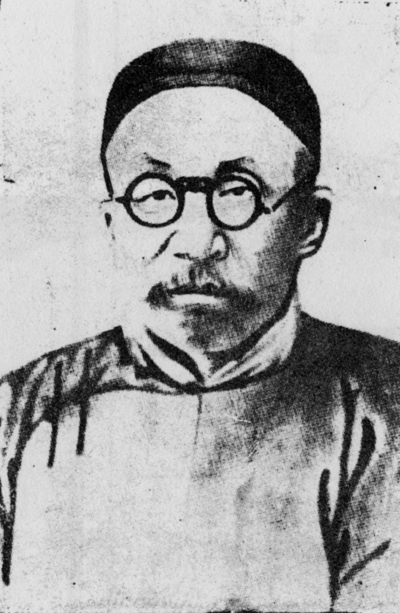
Sun Yirang (1848–1908)

 Sun Yirang  (chinesisch 孫詒讓 / 孙诒让, W.-G. Sun I-jang; 1848–1908) war ein konfuzianischer Gelehrter und bedeutender chinesischer Philologe der späten Qing-Dynastie.

## Leben
Sun Yirang ist aus Rui’an (Wenzhou) in der Provinz Zhejiang gebürtig. Er verließ nach nur kurzer Karriere seine Beamtenstelle, um sich ganz seinen Studien zu widmen. Seine wichtigsten Werke sind Mozi jiangu (墨子間詁, siehe auch Zhuzi jicheng), eine endgültige und korrigierte Ausgabe des Mozi  (Meister Mo), und das Zhouli zhengyi (周禮正義), ein wichtiger Kommentar zu den Riten der Zhou (Zhouli). Er trug auch zum Studium der Bronzeinschriften und Orakelknochen-Schrift bei. Sein von Luo Zhenyu posthum veröffentlichtes Werk Qiwen juli (契文舉例) gilt als das erste Werk, worin die Orakelknochen-Inschriften entziffert wurden.
Sun Yirang hat unter anderem im Zhayi (siehe z. B. Zhuangzi zhayi 庄子札迻) wie beispielsweise auch Wang Niansun, Yu Yue oder Ma Xulun seine Einfälle nur sporadisch geäußert.

## Schriften
(vgl. HYDZD-Bibliographie und Zhongguo yuyanxue yaoji jieti)
- Mozi jiangu 墨子間詁
- Zhouli zhengyi 周礼正義
- Guzhou shiyi 古籀拾遺 / 古籀拾遗
- Guzhou yulun 古籀余論
- Qiwen juli 契文挙例
- Mingyuan 名原
- Shangshu pianzhi 尚書駢枝
- Zhayi 札迻
- Zhouqing shulin 籀廎述林